# 팔로사징증
팔로사징증(─四徵症, Tetralogy of Fallot, TOF)은 선천성 심장병의 일종이다. 출생 시 나타나는 증상은 무증상에서 심각한 증상에 이르기까지 다양하다. 나중에 청색증 현상이 나타나는 것이 보통이다.
영향을 받은 신생아들이 울거나 배변을 할 때 피부가 매우 파랗게 되어 호흡이 어려워지고 기운이 없어지고, 의식을 잃는 경우가 생길 수 있다. 그 밖의 증상으로는 심잡음, 곤봉지, 모유 수유 시 쉽게 지치는 증상이 포함될 수 있다.